# Carl Eduard xứ Sachsen-Coburg và Gotha
Charles Edward (Leopold Charles Edward George Albert;19 tháng 7 năm 1884 - 6 tháng 3 năm 1954) sinh ra là một Vương tử Anh và Công tước xứ Albany, sau cái chết không để lại người kế vị của người chú là Alfred xứ Sachsen‑Coburg và Gotha ông kế vị và trở thành công tước của nhà nước này và cuối cùng thì trở thành một chính trị gia của Đức Quốc xã. Ông là công tước cai trị cuối cùng của Sachsen-Coburg và Gotha, một nhà nước của Đế quốc Đức, từ ngày 30 tháng 7 năm 1900 đến ngày 14 tháng 11 năm 1918. Sau đó, ông được trao nhiều chức vụ trong chế độ Đức Quốc xã, bao gồm cả lãnh đạo Hội Chữ thập đỏ Đức, và hành động với tư cách là nhà ngoại giao không chính thức cho chính phủ Đức.
Cha mẹ của Charles Edward là Vương tử Leopold, Công tước xứ Albany và Thân vương nữ Helen xứ Waldeck và Pyrmont. Ông bà nội của ông là Nữ hoàng Victoria và Thân vương tử Albert xứ Sachsen-Coburg và Gotha. Người cha Leopold qua đời trước khi ông được sinh ra. Charles Edward sinh ra ở Surrey, Anh và lớn lên như một vương tử Anh. Cậu bé là một đứa trẻ ốm yếu có mối quan hệ thân thiết với bà nội và người chị duy nhất của mình là Vương nữ Alice. Ông được giáo dục tư nhân, kể cả tại trường Eton College. Năm 1899, Vương tử được chọn kế vị ngai vàng của Sachsen-Coburg và Gotha vì ông được coi là đủ trẻ để được đào tạo thành một người Đức. Ông chuyển đến Đức vào năm 15 tuổi. Từ năm 1899 đến năm 1905, Charles Edward được đưa vào nhiều hình thức giáo dục khác nhau, dưới sự hướng dẫn của anh họ ông là hoàng đế Đức Wilhelm II.
Vương tử lên ngôi công tước vào năm 1900 nhưng trị vì thông qua hội đồng nhiếp chính cho đến năm 1905. Ông kết hôn với Công nữ Victoria Adelaide xứ Schleswig-Holstein vào năm 1905. Cặp đôi có 5 người con, trong đó có Công nữ Sibylla, mẹ của Vua Carl XVI Gustaf của Thụy Điển. Công tước là một nhà cai trị bảo thủ, quan tâm đến nghệ thuật và công nghệ. Ông ấy cố gắng nhấn mạnh lòng trung thành của mình với đất nước thông qua nhiều cử chỉ mang tính biểu tượng khác nhau. Tuy nhiên, việc ông tiếp tục liên kết chặt chẽ với Vương quốc Anh đã gây khó chịu cho cả thần dân của ông và giới thượng lưu Đức. Ông đã chọn hỗ trợ Đế quốc Đức trong Thế chiến thứ nhất. Công tước bị khuyết tật nên tuy đã hỗ trợ Quân đội Đế quốc Đức mà không tham gia chiến đấu. Ông bị phế truất trong Cách mạng Đức giống như các Thân vương Đức khác. Ông cũng bị mất tước hiệu quý tộc ở Anh do quyết định đứng về phía Đế quốc Đức.
Trong những năm 1920, cựu Công tước trở thành người ủng hộ tinh thần và tài chính cho các nhóm bán quân sự cực hữu bạo lực ở Đức. Đến đầu những năm 1930, ông ủng hộ Đảng Quốc xã và gia nhập đảng này vào năm 1933. Charles Edward đã giúp thúc đẩy các ý tưởng Thuyết ưu sinh vốn tạo cơ sở cho việc sát hại nhiều người khuyết tật. Ông đã tham gia vào nỗ lực thay đổi quan điểm của tầng lớp thượng lưu Anh theo hướng thân Đức hơn. Thái độ của ông trở nên ủng hộ Đức Quốc xã hơn trong Chiến tranh thế giới thứ hai, mặc dù không rõ ông đóng vai trò chính trị đến mức nào. Sau chiến tranh, ông bị quản thúc trong một thời gian và bị tòa án Phi quốc xã hóa tuyên án nhẹ. Ông qua đời vì bệnh ung thư vào năm 1954.

## Cuộc sống đầu đời ở Anh

### Gia đình
Cha của Charles Edward là Vương tử Leopold, Công tước xứ Albany, con trai út của đương kim quốc vương Anh, Nữ hoàng Victoria. Nhà sử học Karina Urbach mô tả Leopold là "người con trí tuệ nhất trong số những đứa con của Nữ hoàng Victoria". Mẹ của Charles Edward là Helen xứ Waldeck và Pyrmont, là con gái của Thân vương Georg Viktor xứ Waldeck và Pyrmont, và là em gái của Vương hậu Emma của Hà Lan. Người viết tiểu sử hoàng gia Theo Aronson mô tả bà là một người phụ nữ "có năng lực, tận tâm" và là một tín đồ Cơ đốc sùng đạo. Leopold, người mắc bệnh máu khó đông, đã chết sau khi trượt chân khiến đầu va đập vài tháng trước khi Charles Edward chào đời.  Charles Edward không có nguy cơ bị ảnh hưởng bởi bệnh máu khó đông vì cậu bé không thể thừa hưởng bệnh này từ cha mình.
Trong suốt thế kỷ XVIII và XIX, hoàng gia Anh đã phát triển mối quan hệ gia đình chặt chẽ với giới quý tộc Tin lành ở lục địa châu Âu, và đặc biệt là giới quý tộc Đức. Gia đình trực hệ của Nữ hoàng Victoria thuộc về Nhà Sachsen-Coburg và Gotha; người chồng quá cố của bà, Thân vương Albert, là em trai của Công tước Ernst II không có con. Ernst cai trị Công quốc Sachsen-Coburg và Gotha, một trong những nhà nước thuộc Đế quốc Đức. Con gái lớn của Victoria và Albert là Vương nữ Victoria Adelaide, bà này là mẹ của Hoàng đế Wilhelm II của Đức. Con trai cả của Victoria và Albert là Vương tử Albert Edward, là người thừa kế ngai vàng của Anh. Vì vậy, con trai thứ hai của họ là Vương tử Alfred là được chọn để trở thành người kế vị của Ernst II vào năm 1893. Aronson nhận xét về bức tranh vẽ gia đình được ủy nhiệm để kỷ niệm 50 năm trị vì của Nữ hoàng Victoria năm 1887:
Đối với nhau, những nhân vật có vẻ ngoài ấn tượng này có thể được biết đến với những biệt danh như Ducky, Mossie hay Sossie, nhưng trong nhóm có rất nhiều vị vua, nữ vương, hoàng đế và hoàng hậu tương lai. Theo thời gian, những hậu duệ trực tiếp này của Nữ hoàng Victoria sẽ ngồi lên không dưới mười ngai vàng châu Âu. Có lý do chính đáng khi Nữ hoàng già được mệnh danh là 'Bà của Châu Âu'. Và trong thời đại mà người ta vẫn tin rằng các vị vua cũng quan trọng như bề ngoài của họ, điều đó chỉ là tự nhiên... [một đứa trẻ cho rằng đó là] gia tộc quyền lực nhất trên trái đất.

### Thời thơ ấu

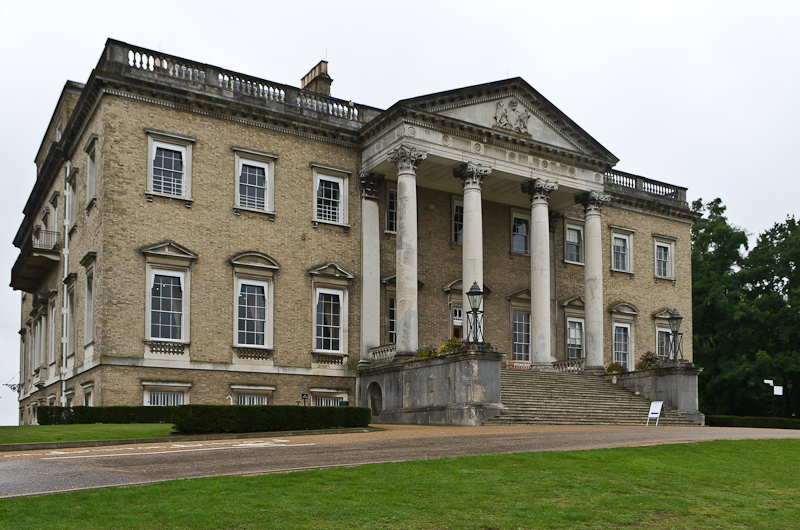
Claremont House nơi Charles Edward được sinh ra

Leopold Charles Edward George Albert sinh ngày 19 tháng 7 năm 1884 tại Claremont House gần Esher, Surrey. Ông ấy sử dụng cái tên Charles Edward. Leopold muốn con trai đầu lòng của mình được đặt theo tên của Charles Edward Stuart, một người tranh giành ngai vàng Vương quốc Anh vào thế kỷ XVIII. Đứa trẻ được rửa tội riêng tại Claremont vào ngày 4 tháng 8 năm 1884 sau khi bị ốm. Ông được rửa tội công khai tại Nhà thờ St George, Esher vào ngày 4 tháng 12 năm 1884. Charles Edward được nuôi dưỡng như một Vương tử Anh trong 15 năm đầu đời. Vương tôn tử đã kế vị tước hiệu của người cha đã khuất và được phong là Công tước thứ 2 xứ Albany. Ngoài việc là Công tước xứ Albany, ông còn là Bá tước xứ Clarence và Nam tước Arklow. Ông có một người chị gái là Vương tôn nữ Alice, lớn hơn một tuổi rưỡi. Là một đứa trẻ rất hay lo lắng, ông thường tìm đến Alice để được giúp đỡ, một thói quen vẫn tồn tại suốt tuổi trưởng thành của ông. Hai chị em được mệnh danh là "Cặp song sinh Siam".
Theo Aronson mô tả gia đình Công tước xứ Albany tại Claremont House là "ấm cúng, thoải mái, ngăn nắp". Sau khi chồng bà qua đời, Quốc hội Vương quốc Anh đã cấp cho Helen một khoản trợ cấp hàng năm từ danh sách dân sự trị giá 6.000 bảng Anh, thuê một số người giúp việc gia đình, trong đó có một số người chịu trách nhiệm chăm sóc trẻ em. Một trong những bảo mẫu thời thơ ấu của Charles Edward gọi ông là người "tinh tế và nhạy cảm, hay lo lắng và mệt mỏi". Các chuyên gia y tế được hoàng gia tư vấn tin rằng ông đã bị tổn hại vĩnh viễn bởi nỗi đau mà người mẹ góa của ông phải chịu đựng khi bà mang thai. Không có ghi chép nào về ký ức thời thơ ấu của Charles Edward, nhưng Alice vẫn thích thú nhớ lại khoảng thời gian này trong cuộc đời họ. Aronson nhận xét rằng môi trường nơi hai đứa trẻ được chăm sóc là một "nhà trẻ điển hình vào cuối thế kỷ XIX". Ông mô tả nó như sau:
...một thế giới nhỏ bé, khép kín của việc dậy sớm, cháo cho bữa sáng, chải tóc thật mạnh, ủng cài nút, váy yếm kiểu Hà Lan, cưỡi ngựa đón khách, những câu chuyện, cãi vã, nước mắt, đãi ngộ và trừng phạt, bữa ăn nhạt nhẽo cho trẻ nhỏ, đi bộ đến hồ để cho vịt ăn những miếng bánh mì khô vuông... , những chiếc giỏ nhỏ có nắp đậy để đựng súp hoặc thạch hoặc đồ ăn vặt cho người bệnh, cưỡi ngựa con trong công viên, bồn tắm chứa đầy nước nóng từ những lon đồng bóng loáng , ánh lửa, ánh đèn, chảo sưởi ấm, lời cầu nguyện chúc ngủ ngon, đèn ngủ.